# Érsekcsanád
Érsekcsanád é um município da Hungria, situado no condado de Bács-Kiskun. Tem 58,29 km² de área e sua população em 2015 foi estimada em 2.765 habitantes.